# Nguyễn Hải Nam
Nguyễn Hải Nam (sinh ngày 14 tháng 5 năm 2003) là chính trị gia nước Cộng hòa xã hội chủ nghĩa Việt Nam. Ông hiện là Ủy viên Thường trực Ủy ban Kinh tế của Quốc hội, Đại biểu Quốc hội khóa XV từ Thừa Thiên Huế. Ông từng là Đảng ủy viên Đảng bộ cơ quan Ủy ban Chứng khoán Nhà nước, Vụ trưởng Vụ Quản lý các công ty quản lý quỹ.
Nguyễn Hải Nam là đảng viên Đảng Cộng sản Việt Nam, học vị Thạc sĩ Tài chính, Cao cấp lý luận chính trị. Ông có hơn 20 năm công tác trong ngành tài chính, chứng khoán, rồi tham gia hoạt động của Quốc hội.

## Xuất thân và giáo dục
Nguyễn Hải Nam sinh ngày 2 tháng 10 năm 1977 tại xã Phú Hòa, huyện Lương Tài, tỉnh Bắc Ninh. Ông lớn lên và tốt nghiệp phổ thông ở Lương Tài, theo học đại học ở Trường Đại học Kinh tế Quốc dân và tốt nghiệp Cử nhân Kinh tế, sau đó học cao học và nhận bằng Thạc sĩ Tài chính. Ông được kết nạp Đảng Cộng sản Việt Nam vào ngày 7 tháng 6 năm 2006, trở thành đảng viên chính thức sau đó 1 năm, từng theo học các khóa chính trị ở Học viện Chính trị Quốc gia Hồ Chí Minh và tốt nghiệp Cao cấp lý luận chính trị.

## Sự nghiệp
Tháng 6 năm 2001, sau khi hoàn thành các khóa học ở Đại học Kinh tê Quốc dân, Nguyễn Hải Nam được trường tuyển dụng làm viên chức, bắt đầu là Giảng viên Khoa Tài chính – Ngân hàng của trường. Trong thời gian này ông cũng tham gia công tác Đoàn Thanh niên Cộng sản Hồ Chí Minh, là Bí thư Liên chi đoàn Khoa Tài chính – Ngân hàng. Tháng 4 năm 2007, ông được điều tới Ủy ban Chứng khoán Nhà nước của Bộ Tài chính, được bổ nhiệm làm Phó Vụ trưởng Vụ Phát triển thị trường của Ủy ban, bên cạnh đó là Chủ tịch Công đoàn Vụ. Sang tháng 8 năm 2010, ông là Phó Bí thư Chi bộ, Phó Vụ trưởng Vụ Quản lý các công ty quản lý quỹ của Ủy ban, giữ chức liên tục 5 năm cho đến tháng 1 năm 2015 thì được bầu làm Ủy viên Ban Chấp hành Đảng bộ cơ quan Ủy ban Chứng khoán Nhà nước, là Bí thư Chi bộ, Vụ trưởng Vụ Quản lý các công ty quản lý quỹ.
Năm 2021, Nguyễn Hải Nam được Ủy ban Trung ương Mặt trận Tổ quốc Việt Nam, Ủy ban Thường vụ Quốc hội giới thiệu tham gia ứng cử đại biểu quốc hội từ Thừa Thiên Huế, bầu cử ở đơn vị bầu cử số 4 gồm huyện Phú Vang, Phú Lộc, Nam Đông, với tỷ lệ 80,70%. Ngày 21 tháng 7 năm 2021, ông được phê chuẩn làm Ủy viên Thường trực Ủy ban Kinh tế của Quốc hội.